# Měcholupy (Dél-plzeňi járás)
Měcholupy település Csehországban, a Dél-plzeňi járásban. Měcholupy Srby, Ždírec, Chocenice, Blovice, Klášter, Prádlo és Jarov településekkel határos. Lakosainak száma 210 fő (2024. január 1.).

## Népesség
A település lakosságának változását az alábbi diagram mutatja:
| Lakosok száma | 457  | 521  | 494  | 358  | 259  | 191  | 234  | 218  | 219  | 210  |
|               | 1869 | 1900 | 1921 | 1961 | 1980 | 2011 | 2016 | 2019 | 2021 | 2024 |